# Monarcomachi

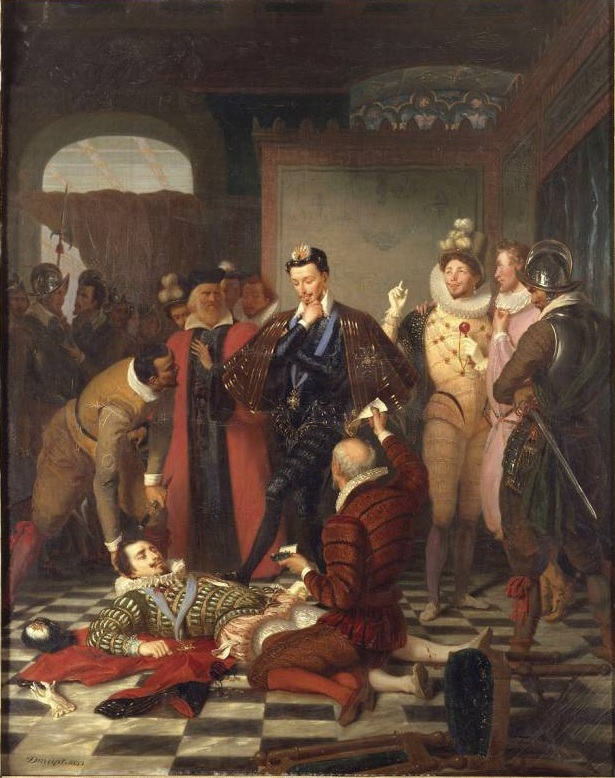
Enrico III osserva il cadavere di Enrico di Guisa

I monarcomachi (dal greco μόναρχος, monarca e μάχομαι, combattere) furono quegli scrittori politici che tra la seconda metà del XVI e i primi decenni del XVII secolo si opposero alla trasformazione dell'impianto monarchico in senso assolutistico e sostennero il diritto del popolo alla ribellione (fino alla messa a morte del monarca) contro quei sovrani che vessavano la vita spirituale dei sudditi, conculcando i diritti religiosi dei liberi fedeli.

## Utilizzo del termine
Il termine "monarcomaco" fu introdotto dal giurista scozzese William Barclay nel trattato De regno et regali potestate (1600). L'attività dei monarcomachi si esplicò durante l'epoca delle guerre di religione francesi nella seconda metà del XVI secolo.
La libellistica monarcomaca si pone anche all'origine delle teorizzazioni sul contrattualismo, la sovranità popolare e il giusnaturalismo.

## I precedenti antichi
Già nell'antichità l'idea dell'uccisione del tiranno era presente nel mondo romano in età repubblicana. Plutarco cita dei provvedimenti adottati da Publicola per contrastare l'ascesa della monarchia, teorizzando la giustezza del regicidio:
(Plutarco, Vite parallele, Solone e Publicola, XII, 1-2)
Quest'idea sarà recuperata nel medioevo e troverà una prima teorizzazione in Giovanni di Salisbury. Egli nel Policraticus (1159) sostiene, seppur in maniera ambigua e non senza ripensamenti, la legittimità della ribellione contro gli abusi del monarca:
(Giovanni di Salisbury, Policraticus)

## Le teorie monarcomache
Le teorie furono accolte tanto in seno al protestantesimo (sostenute da personalità come George Buchanan e Philippe Duplessis-Mornay, autore insieme a Hubert Languet, secondo teorie non del tutto accertate, delle Vindiciae contra tyrannos del 1579), quanto in seno al cattolicesimo come diritto alla difesa dell'ortodossia contro il prevalere di confessioni ritenute eretiche o ostili (difese dai gesuiti spagnoli Juan de Mariana e Francisco Suárez, autori rispettivamente del De rege et regis institutione (1598) e del Tractatus de Legibus ac de Deo legislatore (1612) e dal cardinale Roberto Bellarmino). Altri monarcomachi protestanti furono François Hotman (autore di Francogallia del 1573 in cui, sulla base di una analisi della storia istituzionale della monarchia francese, accusava l'autorità persecutrice dei re e invocava il primato dell'"assemblea popolare" contro gli abusi dei sovrani), Teodoro di Beza, autore del trattato Du droit des magistrats sur leurs sujets (1575), Odet de La Noue, Johannes Althusius e il riformatore scozzese John Knox.
I monarcomachi ritenevano che ogni regime politico dovesse fondarsi sul consenso del popolo, quandanche il potere del sovrano (prerogativa popolare trasferita pro tempore al sovrano) dipendesse dal volere di Dio. Il patto intervenuto in origine fra re e popolo sanciva la subalternità del monarca alla legge (e non poteva essere ammessa la subordinazione della legge al monarca). Emanando ogni potere da Dio, la stessa rivolta e il medesimo tirannicidio venivano giustificati dal patrocinio divino. Nel 1575 Teodoro di Bèze, che subentrò a Calvino come capo della chiesa protestante ginevrina, che sosteneva l'esistenza di un "contratto" tacito tra re e popolo che obbligherebbe il primo ad agire nel rispetto del secondo, in Du droit des Magistrats sur leurs sujets giunse a invocare l'idea dell'assassinio ispirato da Dio, dunque lecito, contro quei monarchi divenuti persecutori. Un opuscolo anonimo del 1578 affermava che legittimo era il diritto del popolo a uccidere il tiranno, che sarebbe stato ottemperato solo da eletti chiamati da Dio stesso.
Le Vindiciae contra tyrannos del 1579 affermavano l'esistenza di un doppio patto, tra re e popolo e Dio e l'altro tra popolo e re. In particolare il secondo patto può giustificare il ricorso al tirannicidio. Se un re non attende agli impegni di giustizia contratti col popolo è ritenuta necessaria la sollevazione del popolo e la deposizione del despota da parte dei "guardiani dei patti" (l'istituto monarchico si riduceva, come in Hotman, a incarico magistratuale voluto da Dio a beneficio degli uomini).
Del 1590 è invece uno scritto riconducibile agli ambienti della lega cattolica francese, il Justa de reipublicae christianae in reges impios et haereticos auctoritate, in cui forse un dissidente inglese sosteneva la necessità della fine della monarchia ereditaria e l'elezione popolare dei sovrani scelti dalla Chiesa. Il sovrano autore di atti repressivi contro la religione sarebbe dovuto giustamente perire per mano del popolo. Più moderata era invece la posizione di Bellarmino che affermava la deposizione del monarca laddove necessario, fermo restando che vi intervenisse il Papa in persona, ma solo limitatamente ai casi in cui veniva messa in pericolo l'anima dei credenti.

## Episodi famosi di tirannicidio

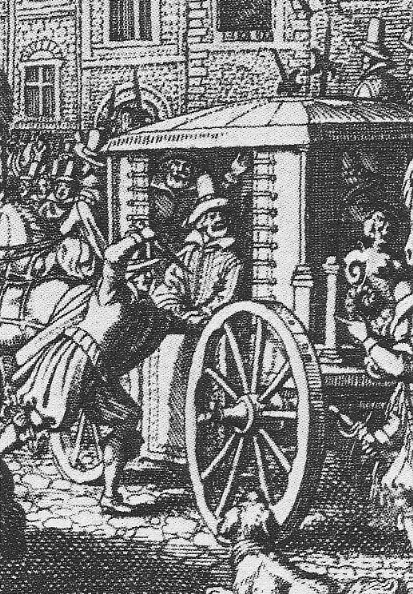
La scena del regicidio di Enrico IV in una stampa d'epoca.

Famoso sostenitore delle teorie monarcomache in campo cattolico fu il monaco Jacques Clément il quale il 1º agosto 1589, a Saint-Cloud assassinò Enrico III di Francia per vendicare l'uccisione del capo della fazione cattolica Enrico di Guisa, responsabile di una sommossa che gli aveva sottratto il controllo di Parigi, e il cambio di fronte del sovrano passato all'alleanza con il leader dello schieramento protestante Enrico IV di Francia. Questi gli subentrerà come Enrico IV di Francia dopo la pubblica conversione al cattolicesimo.
Lo stesso Enrico IV, il 14 maggio 1610, dopo diversi tentativi di assassinio subiti negli anni, venne ucciso a colpi di pugnale da François Ravaillac, un fanatico cattolico converso fogliante, il quale temeva che il re intendesse muovere guerra contro le potenze cattoliche e quindi contro il papa Paolo V, mentre si recava in carrozza all'arsenale della Bastiglia.
Altro famoso caso di "tirannicidio" fu quello di Guglielmo I d'Orange. Gli Orange, prima di diventare difensori della causa delle Province Unite protestanti, erano stati una famiglia cattolica. Guglielmo I fu ucciso nella sua casa da Balthasar Gérard, sostenitore del cattolico re di Spagna Filippo II d'Asburgo, il quale aveva posto sul capo dell'eretico principe olandese una taglia di 25.000 corone.